# Калининский район (Краснодарский край)
Кали́нинский райо́н — административно-территориальная единица и муниципальное образование (муниципальный район) в составе Краснодарского края России.
Административный центр — станица Калининская.

## География
Расположен в северо-западной части Краснодарского края. На востоке района граничит с Тимашёвским районом, на юге — Динским и Красноармейским районами, на крайнем западе, по руслу рукава Протока — со Славянским, на севере — Приморско-Ахтарским районами.
- Площадь района 1499,54 км².
- Общая протяжённость границ — 300 километров.

Рельеф
Рельеф территории района плоский, приурочен к Кубано-Приазовской низменности; на востоке и северо-востоке распаханная чернозёмная степь, поля ограничены лесополосами, долины степных рек Понура (бассейн дельты Кубани) и Гречаная балка (бассейн Кирпилей); на западе — заболоченная дельта Кубани с крупным Ангелинским ериком, территория которой в пределах района, за исключением крайнего северо-запада, занята системой рисовых чеков; на крайнем северо-западе, севернее станицы Гривенской — плавни.

## История
- 2 июня 1924 года был образован Поповичевский район в составе Кубанского округа Юго-Восточной области с центром в станице Поповичевской. Первоначально район состоял из 15 сельских Советов: Андреевского, Бойкопонурского, Гречаная Балка, Гривенского, Гришковского, Зареченского, Лебединского, Лимано-Кирпильского, Могукоро-Гречаного, Новониколаевского, Поповичевского, Старовеличковского, Стеблиевского, Ульяновского, Хмельницкого.
- 11 февраля 1927 года район был упразднён, его территория разделена между Тимашёвским, Славянским, Краснодарским и Приморско-Ахтарским районами.
- 31 декабря 1934 года в результате разукрупнения Тимашёвского района был образован Кагановический район с центром в станице Поповичевской.
- 12 сентября 1957 года район был переименован Указом Президиума Верховного Совета РСФСР от 12 сентября 1957 года в Калининский, а станица Поповичевская — в станицу Калининская.
- 1 февраля 1963 года Калининский район был упразднён, его территория вошла в состав Тимашёвского сельского района.
- 5 апреля 1978 год район вновь образован Указом Президиума Верховного Совета РСФСР от 5 апреля 1978 года № 5-92/15 «Об образовании Прикубанского района в городе Краснодаре, Калининского и Крыловского районов в Краснодарском крае» за счёт части территорий Красноармейского и Тимашёвского районов.
- В 1993 году была прекращена деятельность сельских советов, территории сельских администраций преобразованы в сельские округа.
- В 2005 году в муниципальном районе были образованы 8 сельских поселений.

## Население
| 1939    | 1959    | 1979    | 1989    | 2002    | 2006    | 2010    | 2011    | 2012    |
| ------- | ------- | ------- | ------- | ------- | ------- | ------- | ------- | ------- |
| 28 711  | ↗42 812 | ↗43 949 | ↗45 111 | ↗50 161 | ↘49 765 | ↗50 691 | ↘50 684 | ↗50 703 |
| 2013    | 2014    | 2015    | 2016    | 2017    | 2018    | 2019    | 2020    | 2021    |
| ↗50 750 | ↗50 897 | ↗51 139 | ↗51 177 | ↘51 135 | ↘51 035 | ↗51 229 | ↗51 437 | ↘50 519 |
| 2023    | 2025    |         |         |         |         |         |         |         |
| ↘50 015 | ↘49 498 |         |         |         |         |         |         |         |

- Общее количество населения — 50 370 человек
- В том числе:
  - Мужчин — 23 674
  - Женщин — 26 696
  - Детей до 16 лет — 11 830
- Количество работающих человек — 16 964
- В том числе:
  - в бюджетной сфере — 3814
  - в промышленности — 244
  - в агропромышленном комплексе и перерабатывающей промышленности — 9198
  - в том числе фермеров — 352
  - на транспорте и в связи — 276
  - в торговле и сфере обслуживания — 695
  - в других отраслях — 811

Согласно данным Департамента здравоохранения Краснодарского края, в Калининском районе количество населения на 01.01.2006 года составило 49 765 человек.
Национальный состав
По итогам переписи населения 2020 года проживали следующие национальности (национальности менее 0,1 % и другое см. в сноске к строке «Другие»):
| Национальность | Численность, чел. | Доля     |
| -------------- | ----------------- | -------- |
| Русские        | 46 483            | 92,01 %  |
| Армяне         | 983               | 1,95 %   |
| Курды          | 622               | 1,23 %   |
| Цыгане         | 521               | 1,03 %   |
| Украинцы       | 353               | 0,70 %   |
| Лезгины        | 221               | 0,44 %   |
| Немцы          | 112               | 0,22 %   |
| Удмурты        | 95                | 0,19 %   |
| Татары         | 92                | 0,18 %   |
| Азербайджанцы  | 58                | 0,11 %   |
| Грузины        | 51                | 0,10 %   |
| Другие         | 928               | 1,84 %   |
| Итого          | 50 519            | 100,00 % |

## Административно-муниципальное устройство
В рамках административно-территориального устройства края, Калининский район включает 8 сельских округов.
В рамках организации местного самоуправления в Калининский район входят 8 муниципальных образований нижнего уровня со статусом сельских поселений:
| № | Муниципальное образование            | Административный центр    | Количество населённых пунктов | Население | Площадь, км² |
| - | ------------------------------------ | ------------------------- | ----------------------------- | --------- | ------------ |
| 1 | Бойкопонурское сельское поселение    | хутор Бойкопонура         | 4                             | ↘4043     | 116,47       |
| 2 | Гривенское сельское поселение        | станица Гривенская        | 3                             | ↘6426     | 375,08       |
| 3 | Гришковское сельское поселение       | село Гришковское          | 2                             | ↘1254     | 77,09        |
| 4 | Джумайловское сельское поселение     | хутор Джумайловка         | 5                             | ↘2025     | 81,10        |
| 5 | Калининское сельское поселение       | станица Калининская       | 1                             | ↘14 035   | 233,22       |
| 6 | Куйбышевское сельское поселение      | хутор Гречаная Балка      | 9                             | ↘4366     | 249,07       |
| 7 | Новониколаевское сельское поселение  | станица Новониколаевская  | 2                             | ↘3681     | 184,39       |
| 8 | Старовеличковское сельское поселение | станица Старовеличковская | 1                             | ↘14 185   | 183,12       |

## Населённые пункты
В Калининском районе 27 населённых пунктов:
| №  | Населённый пункт  | Тип     | Население | Муниципальное образование            |
| -- | ----------------- | ------- | --------- | ------------------------------------ |
| 1  | Ангелинский       | хутор   | ↘312      | Новониколаевское сельское поселение  |
| 2  | Андреевская       | станица | ↘1747     | Бойкопонурское сельское поселение    |
| 3  | Бойкопонура       | хутор   | ↗2018     | Бойкопонурское сельское поселение    |
| 4  | Васильевка        | хутор   | ↗129      | Бойкопонурское сельское поселение    |
| 5  | Греки             | хутор   | ↗980      | Куйбышевское сельское поселение      |
| 6  | Гречаная Балка    | хутор   | ↗1718     | Куйбышевское сельское поселение      |
| 7  | Гривенская        | станица | ↘4310     | Гривенское сельское поселение        |
| 8  | Гришковское       | село    | ↗1404     | Гришковское сельское поселение       |
| 9  | Джумайловка       | хутор   | ↘1245     | Джумайловское сельское поселение     |
| 10 | Долиновское       | село    | ↘314      | Бойкопонурское сельское поселение    |
| 11 | Журавлёвка        | хутор   | ↗543      | Джумайловское сельское поселение     |
| 12 | Зареченское       | село    | ↗314      | Джумайловское сельское поселение     |
| 13 | Калининская       | станица | ↘14 035   | Калининское сельское поселение       |
| 14 | Лебеди            | хутор   | ↗1755     | Гривенское сельское поселение        |
| 15 | Малаи             | хутор   | ↘7        | Куйбышевское сельское поселение      |
| 16 | Масенковский      | хутор   | ↗72       | Джумайловское сельское поселение     |
| 17 | Мащенский         | хутор   | ↗84       | Куйбышевское сельское поселение      |
| 18 | Мирный            | посёлок | ↗245      | Куйбышевское сельское поселение      |
| 19 | Могукоровка       | хутор   | ↗771      | Куйбышевское сельское поселение      |
| 20 | Новониколаевская  | станица | ↘3416     | Новониколаевское сельское поселение  |
| 21 | Пригибский        | хутор   | ↘428      | Гривенское сельское поселение        |
| 22 | Рашпыли           | хутор   | →52       | Джумайловское сельское поселение     |
| 23 | Редант            | хутор   | ↗322      | Куйбышевское сельское поселение      |
| 24 | Рогачёвский       | посёлок | ↘920      | Куйбышевское сельское поселение      |
| 25 | Северный          | хутор   | ↗111      | Гришковское сельское поселение       |
| 26 | Старовеличковская | станица | ↘14 185   | Старовеличковское сельское поселение |
| 27 | Степной           | хутор   | ↘1        | Куйбышевское сельское поселение      |

## Местное самоуправление
Глава муниципального образования — Виктор Владимирович Кузьминов
Председатель Совета муниципального образования — Виктор Николаевич Башкиров

## Экономика
Основу экономики Калининского района составляют динамично развивающийся агропромышленный комплекс (включающий сельское хозяйство, перерабатывающую, пищевую и мукомольно-крупяную промышленность), рыбоводство и рыболовство. Наиболее развитыми отраслями являются сельское хозяйство и перерабатывающая промышленность.
Крупнейшие предприятия района:
- ОАО «Сыркомбинат „Калининский“» — станица Калининская, Привокзальная ул., 1, работающих 5;
- ООО «Комбинат кооперативной промышленности Калининский РПС» — станица Калининская, ул. Советская, 21, работающих 146;
- ОАО Племзавод «Дружба» — хутор Бойкопонура, ул. Ленина, 2, работающих 506;
- СПК «Октябрь» — станица Старовеличковская, Красная ул., 154, работающих 1790;
- СПК «Советская Кубань» — село Гришковское, ул. Советская, 62, работающих 355.
- ООО «Земля Кубани», х. Греки, ул. Комсомольская, д. 38, работающих 195.

## Достопримечательности
- Богоявленская церковь — один из немногих сохранившихся на Кубани образцов деревянного зодчества; заложена в 1833-м, освящена в 1856 г.